# Карл Густав Саніо
Карл Густав Саніо (нім. Karl Gustav Sanio 5 грудня 1832 — 3 лютого 1891) — прусський ботанік, професор в Кенігсберзькому університеті. Займався дослідженнями росту судинної системи рослин та написав кілька статей про властивості деревини та камбію. Досліджував закономірності розподілу розмірів судин ксилеми у п'яти твердженнях, відомих як закони Саніо, також був одним з перших, хто описав формування компресійної деревини хвойними деревами.

## Біографія
Саніо народився в Елку в заможній родині та зацікавився природою у величезному сімейному маєтку. У Кенігсберзькому університеті він вивчав ботаніку під керівництвом Ернста Генріха Фрідріха Маєра, а згодом почав вивчати медицину. У віці 24 років він опублікував свою першу статтю про спори Equisetum. Незадоволений медичними дослідженнями, він повернувся до Берліна, щоб вивчати ботаніку під керівництвом Натаніеля Прінгсгайма та Александра Брауна. у 1858 році Саніо здобув докторський ступінь, після повернення до Кенігсберга викладав ботаніку в університеті. 28 січня 1891 року він переніс інсульт і був непритомним до своєї смерті 3 лютого 1891 року.

## Закони Саніо

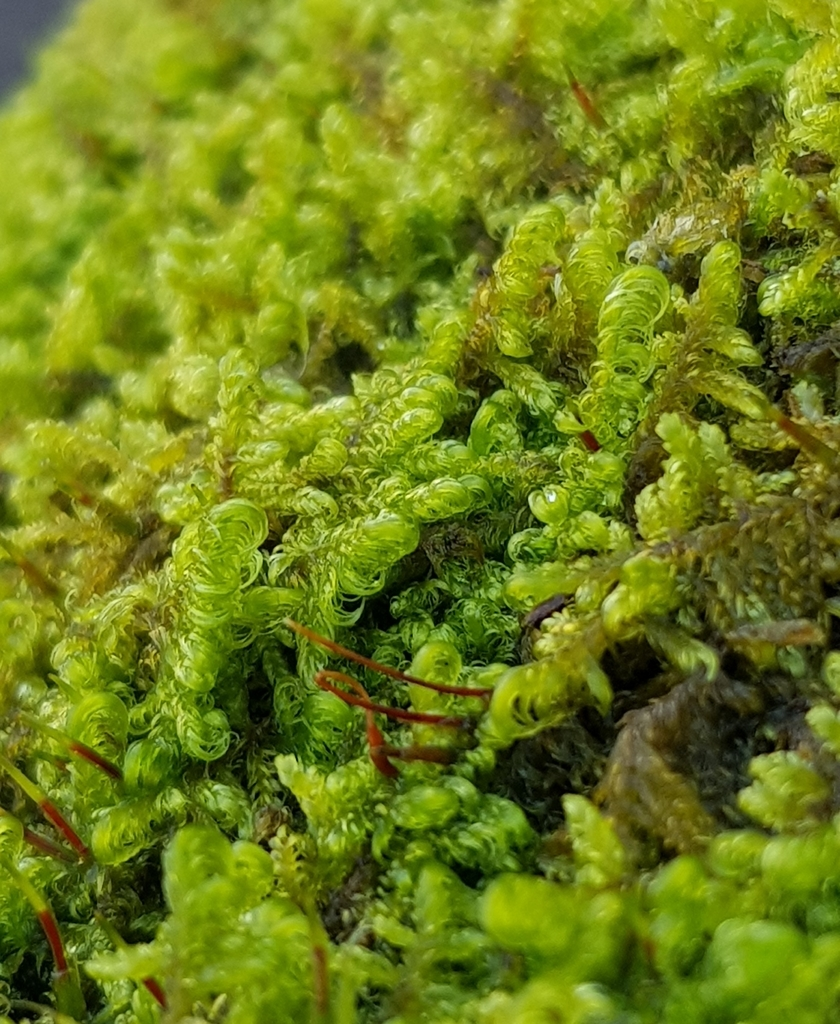
Мох Sanionia, названий на честь Карла Густава Саніо

У 1872 році він опублікував серію спостережень щодо закономірності розмірів трахеїд ксилем, що збільшуються в розмірі від верхівки дерева до певної висоти, після чого вони знову зменшуються до основи дерева. Він висловив це як п'ять закономірностей, які отримали назву «законів Саніо». Закони Саніо, як правило, головним чином стосуються хвойних дереі:
1. Трахеїди збільшуються в розмірі від середини до зовнішньої частини деревини (як видно в річних кільцях) у стовбурі та гілках. Таким чином, вони збільшуються з віком до піку, а потім залишаються постійними.
2. Постійний розмір змінюється в стовбурі, збільшуючись угорі, але зменшується після певної висоти.
3. Постійний розмір у гілках менший, ніж у стовбурі, що веде до них.
4. У вузлуватих гілках розмір трахеїд у зовнішніх кільцях може бути меншим.
5. У кільцях росту коренів ширина трахеїди збільшується та зменшується, перш ніж знову збільшитися до постійного розміру.

Саніо також був першим, хто зауважив утворення деревини високої щільності за певних обставин.
Рід мохів Sanionia був названий на його честь.